# Apprentissage par problèmes
Pour les articles homonymes, voir APP et PBL.
Dans l'apprentissage par problèmes (APP), ou apprentissage par résolution de problèmes, les apprenants, regroupés par équipes, travaillent ensemble à résoudre un problème généralement proposé par l'enseignant, problème pour lequel ils n'ont reçu aucune formation particulière, de façon à faire des apprentissages de contenu et de savoir-faire, à découvrir des notions nouvelles de façon active (il s’instruit lui-même) en y étant poussé par les nécessités du problème soumis.
La tâche de l'équipe est habituellement d'expliquer les phénomènes sous-jacents au problème et de tenter de le résoudre dans un processus non linéaire. La démarche est guidée par l'enseignant qui joue un rôle de facilitateur.
Le concept a été développé par la faculté de médecine de l’Université McMaster de Hamilton en Ontario dès 1970. Ceci est différent d’une étude de cas ou d’une résolution, en ce sens que l’on ne donne pas forcément de solution.

## Domaines et situations
L'apprentissage par problèmes a été appliqué avec succès à tous les niveaux : du primaire au supérieur. Cette méthode peut s’étaler sur une durée d’une voire quatre leçons, ou bien même 6 mois. Il convient bien à toutes les disciplines ; il suffit d'écrire la bonne situation/problème qui saura motiver la curiosité des étudiants.
À titre d'exemple, notons qu'en France, en didactique des Mathématiques, les situations-problème ont été un objet d'étude à l'Université Lyon-I sous la direction de Michel Mante et Gilbert Arsac bien avant la création des IUFM.

## Principe, méthode, et déroulement
- Côté enseignants : ils forment une équipe, un système de tutorat et ils joueront désormais le rôle de mentors.

Ils proposent aux élèves une situation problème ouverte. Il ne s'agit donc pas de trouver une solution unique en appliquant un savoir préalablement enseigné. La « ruse » de l'enseignant consiste au contraire à choisir les données et contraintes du problème de façon que sa résolution oblige à faire appel à un ou des outils ou à une ou des notions que les élèves ne connaissent pas encore. Le but est la découverte et l'acquisition de ces nouvelles notions.
Ils établissent un planning des tâches et événements, et définissent l’organisation temporelle, afin que les objectifs puissent être remplis dans les temps.

### Problème
Il satisfait à plusieurs conditions : il est nouveau pour les élèves, il possède un contexte pour l’inscrire dans la réalité, et peut même être authentique (on peut se baser sur un sujet d’actualité). Il doit surtout être ouvert, à savoir qu’au départ, aucune solution n’est explicitée, c’est aux apprenants, ou à l’équipe d’enseignants qui les guide, de construire une démarche, les différentes étapes. Par ouvert, cela signifie qu'a priori le problème n'a pas une solution unique.
De plus ce problème doit représenter un challenge atteignable par les apprenants, à savoir qu'il doit nécessiter un apprentissage, un saut conceptuel, mais que les apprenants puissent résoudre ce problème avec un niveau d'effort acceptable.
La taille d'un problème peut être très variable, d'une séance de quelques heures jusqu'à un projet sur un semestre, voire sur une scolarité de plusieurs années.

### Formation de groupes
Les groupes doivent être relativement homogènes, et trois fonctions, au sein de chaque groupe, devront être occupées par les membres :
- Le secrétaire : Il prend note des faits et idées importants, son travail permet de suivre l’évolution du travail.

- Le gestionnaire : Il supervise le temps. Il s'assure que le groupe ne passe pas trop de temps sur un point pour en négliger d'autre. Il travaille en collaboration avec l'animateur.

- L’animateur de formation : Il doit attribuer la parole aux différents membres, en s’assurant que tout le monde soit impliqué dans la discussion, et à l’écoute.

Pour des groupes plus petit, il est pratique que le secrétaire écrive les points soulevés par le groupe sur un tableau ou tout autre support bien visible par tous. Ainsi, l'équipe peut toujours se référer à ce qui a été dit. Un scribe peut ensuite mettre au propre les données jugées intéressantes à retenir sur papier ou directement à l'ordinateur. Ce que le scribe écrit pourra servir de carnet de bord, qui permette efficacement de tenir compte de l évolution du problème, et servir de recueil, pour des comptes-rendus de réunion par exemple.

### Étape d'une session d'APP
- Première lecture : L'équipe lit la situation proposée et tente d'y déceler du nouveau vocabulaire, ce sera la première piste de recherche.
- Déceler les objectifs de recherche : L'équipe doit trouver des concepts inconnus et les faire ressortir en objectifs d'apprentissage (par exemple, si la situation parle du rôle de la photopériode dans la défoliation des arbres il y aura: Trouver le rôle (s'il y a) de la photopériode dans la défoliation des arbres."
- Émettre des hypothèses : L'équipe doit ensuite émettre des hypothèses sur chacun des objectifs d'apprentissages. Cette étape est importante, car elle permet de faire le pont entre leur savoir antérieur et la notion vue à ce moment. Très souvent, en équipe, ils trouveront un bon début d'explication. Ce peut être surprenant de voir à quel point les étudiants en savent plus qu'ils ne le pensent.

« Le tuteur est là en permanence pour remettre la discussion sur la bonne piste si la conversation dérape dans une direction dont la certitude est acquise qu'elle ne mènera pas aux objectifs visés. »

- Recherche des réponses : Individuelle ou en groupe, c’est une étape qui peut désorienter, parce que les apprenants ne savent pas toujours vers quels types d’ouvrages s’orienter, et parce que le processus propre à l’Apprentissage par problèmes est nouveau pour eux. C’est aux tuteurs de maintenir la motivation, de donner des pistes (selon le niveau des étudiants).

Dans quelques réalisations de situations problèmes, les étudiants doivent rechercher d'autres informations, faire un travail d'enquête. Dans d'autres, l'information est présentée séquentiellement.
- Retour sur la situation problème : De retour en grand groupe, le vocabulaire nouveau est défini, les objectifs d'apprentissages sont revus et les étudiants parlent de ce qu'ils ont trouvé. Des notes peuvent être prises par le scribe et retransmises à tous par la suite : ce sera les notes de cours.

« Le tuteur s'assure que tous les points à voir ont été discutés. »

### Pas une solution unique, plusieurs alternatives possibles
- Côté élèves : Il est parfois judicieux de réunir tous les groupes pour dispenser des savoirs nécessaires, confronter les conclusions des différentes équipes, voir sélectionner une des productions comme base de départ pour une étape suivante.
- Côté enseignants : L’équipe d’encadrement peut mettre en place un système d'évaluation, pour, d’une part, s’assurer que les apprenants s’impliquent dans le projet, et d’autre part, pour vérifier l’avancement de chaque groupe. Ces tests peuvent prendre la forme habituelle de questionnaire à choix multiples (QCM), soutenances, ou rapports écrits.

Tout cela mène (ou non) à une proposition de solution au problème posé, et l'équipe d'encadrement procède à son analyse critique. C'est l'avant dernière étape de la démarche.

### Bilan des acquis

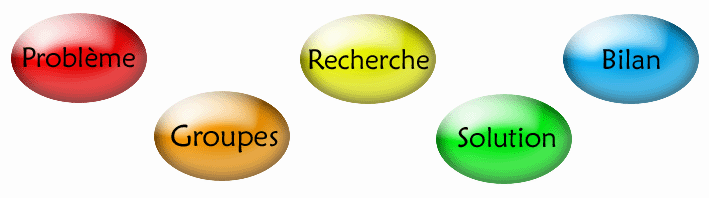
Récapitulatif

C’est la phase la plus importante, tous les étudiants doivent avoir conscience de ce qu’ils ont appris, et être capables de retourner ce savoir. Il s’agit de reconnaître les points du problèmes qui ont suscité ces démarches d’apprentissage, savoir comment ces nouvelles connaissances ont été mises à profit, et d’autre part, de faire une synthèse de ce qu’est le travail de groupe. À certains niveaux, c’est même ce qui a le plus d’importance : les apprenants doivent être beaucoup plus à même de progresser en équipe, efficacement.
Tous ces acquis pourront par exemple resservir à l’étude d’un problème futur.

## Exemple: l’initiation auxgrands systèmes
L’exemple décrit ici s’appuie sur une application effective de l'apprentissage par problème, dans le cadre des études d’un ingénieur généraliste.
- Cadre : Une étude demandée par un client, qui pourra être proposée par la suite, selon sa qualité, à de véritables entreprises.
- Problème : Il est propre à la situation de l’étude, et on cherche ici à le résoudre, en suivant la méthode de gestion d’étude.
- Méthodologie nouvelle et acquis :
  - Scientifiques.
  - Méthodologiques : le cahier des charges.
  - Gestion de groupe et du temps.
- Durée : un semestre (6 mois).

## Analyse de la méthode
L'apprentissage par problèmes se fait à travers les effets cognitifs suivants (Schmidt, 1993) :
1. l'analyse initiale du problème, énonciation des représentations et connaissances antérieures par la discussion de groupe : les étudiants font le point sur leurs savoirs précédemment acquis. En cherchant les connaissances utilisables dans la situation étudiée, il s’opère souvent des échanges en fonction des spécialités de chacun.
2. élaboration sur la connaissance antérieure et le traitement actif de nouvelles informations : ceci s’effectue par les enquêtes et recherches, parallèlement aux concepts et méthodes découverts par la pratique.
3. restructuration de la connaissance, construction d'un réseau sémantique : un glossaire n’est pas indispensable, mais c’est un outil très appréciable qui permet d’éviter des malentendus au sein du groupe.
4. apprentissage dans le contexte : tout tourne autour du problème posé.
5. stimulation de la curiosité pour une notion du fait de la situation qui l'illustre

La découverte de connaissances est induite par le problème. Les apprenants vont, de leur plein gré, chercher à apprendre de nouvelles choses, sans être bridés ou guidés.

### Écarts
Il est des écueils à prendre compte pour l’encadrement :
- Si un ou plusieurs groupes, voire tous, n’aboutissent pas à une solution, il faut s’assurer que les élèves ne gardent pas un aspect négatif de l’exercice, qu’ils prennent conscience qu’il est des problèmes qui peuvent dépasser leurs compétences.
- Il faut savoir placer des échéances et des contraintes, car cette méthode demande l’implication de tous les étudiants, afin que la méthode profite à tous.

## Effets
L’apprentissage par problèmes aurait un effet positif sur l'acquisition de connaissances et de compétences pour appliquer ces connaissances.

### Impact sur les enseignants
Les apprenants nécessitent d’être encadrés, mais, à un certain niveau (lycée, post-bac), ils peuvent être plus autonomes en ce qui concerne le travail, personnel notamment. Cette méthode originale est aussi moins scolaire : 

### Impact sur les élèves
Les valeurs ajoutées à chaque élève :
- une plus grande culture
- de nouveaux domaines de connaissances
- une méthodologie réutilisable dans la vie active (présentation, organisation, communication)
- un esprit de groupe
- responsabilisation
- plus grande facilité à la résolution de problèmes
- Compétence marquée pour la recherche efficace d'information

L’étudiant a appris par lui-même, il a su prendre des initiatives, et c’est un mécanisme fondamental dans beaucoup de domaines, scientifiques ou non.

## Quelques avantages de l'APP
Dans la pédagogie classique, la plupart des étudiants, suivent des cours et ont peu d'occasions pour mettre en pratique ce qu'ils ont appris par cœur, ils n'ont pas souvent une utilisation appropriée de leurs connaissances. Par contre dans cette nouvelle pédagogie qu'est l'APP, l'apprentissage est beaucoup plus ancré sur la pratique. Les étudiants sont engagés à trouver des solutions à des problèmes de la vie pratique. Ils sont ainsi plus préparés et plus aptes à confronter des problèmes dans leur future vie professionnelle.
Le travail en petits groupes, le travail individuel de chacun des membres puis la mise en commun des connaissances acquises, la nomination d'un animateur, d'un secrétaire, ont généralement pour but d'acquérir des compétences sur le plan organisationnel.
Les étudiants ont également une «attitude auto-motivée», du moment où ils sont intéressés par ce qu'ils font et qu'ils sont aptes à poursuivre un apprentissage indépendant.

## Critiques de l'APP
Ces dernières années, l'APP a fait l'objet de critiques de la part de chercheurs en sciences de l'éducation. Ces critiques proviennent des chercheurs à l'origine de la théorie de la charge cognitive. Cette théorie étudie l'influence des limitations de la mémoire à court terme sur l'apprentissage.
D'après les expériences réalisée pour concevoir cette théorie, commencer directement l'apprentissage par de la résolution de problème active est très nettement moins efficace que d'étudier des exemples travaillés avant de poursuivre par de la résolution de problème autonome. Les recherches ont nommé cet effet le 'worked exemple effect'.
Cela provient du fait qu'en tout début d'apprentissage, les élèves ou apprenants n'ont pas suffisamment de connaissances antérieures organisées en chunks et ne peuvent donc gérer l'ensemble des informations nécessaires pour résoudre un problème de manière autonome. Dans ces conditions, la mémoire de travail se retrouve rapidement surchargée, et l'apprentissage se passe très mal.
De plus cette méthode d'apprentissage repose en grande partie sur du travail en groupe, et est donc inappropriée aux étudiants solitaires qui apprennent mieux seuls.
Autrement dit, l'apprentissage par problèmes faisant appel à une équipe, mélange la dimension cognitive et la dimension d'interaction sociale, en présupposant que la dernière est une aide pour la première alors que chez certaines personnes elle peut avoir un effet négatif sur l'apprentissage.
L'APP semble ignorer les différences de rythmes des apprenants, qui font qu'un des membres de l'équipe aurait pu trouver une méthode mais n'a pas eu le temps de l'imaginer en raison de la rapidité de réponse d'autres membres du groupe.
La plupart des critiques de l'APP se retrouvent dans , mais cet article est largement remis en cause dans .

## Barrières de l'APP
Dans la plupart des cas, l'APP demande de faire le tri des objectifs d'apprentissages. Ce type d'apprentissage demande plus de temps aux étudiants pour arriver à leurs fins, ce qui limite la quantité de notions vues lors de la formation. Il faut donc mettre en évidence les objectifs d'apprentissage primaires, secondaires et tertiaires du cours et se dire que seuls les objectifs primaires et une partie des secondaires seront à l'étude. L'enseignant doit s'approprier l'approche et s'adapter à son nouveau rôle qui diffère de la pédagogie classique.
Sur le plan économique, l'APP est plus coûteux. Il requiert plus de petits groupes, une bibliothèque plus grande, davantage de professeurs (les tuteurs), plus d'équipements. Un bon accès à internet fait toute la différence. Il est possible de trouver de l'information sur l'apprentissage par problèmes adaptés au grands groupes afin de trouver des stratégies qui permettent de minimiser ces inconvénients (nombre de tuteurs, nombre de groupes).

## Applications
Certaines universités utilisent l'APP dans leurs programmes. Par exemple, au Canada, Québec, l'Université du Québec à Montréal offre le BAC en biologie entièrement en APP. Les études de médecine à l'Université de Sherbrooke et à l'Université de Montréal utilisent également cette méthode d'enseignement. Également l'université de Sherbrooke applique la méthode pour le BAC en génie électrique, informatique et robotique.
En Suisse, la faculté de Médecine de l'Université de Genève utilise la méthode APP pour les années 2 et 3 du cursus de bachelor en médecine humaine. En France, la faculté de médecine de Nice propose des modules[réf. nécessaire] basés sur l'APP. Trois grandes écoles proposent un cursus en appliquant cette méthode : INSA, l'école d'ingénieur informatique du CESI, l'Exia, et l'école d'ingénieur du CESI. 
L'école d'ingénieur paysagiste ISA-ITIAPE de Lille (aujourd'hui JUNIA ISA Paysage) fait office de précurseur français dans le domaine avec une formation d’ingénieur paysagiste combinant alternance et APP depuis 1992. Cette expérimentation a donné lieu à plusieurs publications et travaux de recherche universitaire.
L'école d'informatique Epitech propose un cursus basé sur des projets se rapprochant de l'APP (le formalisme et la confrontation animée d'idées en moins, la pratique en plus). En Belgique, l'École Polytechnique de Louvain met en œuvre l'APP depuis 2000 dans ses enseignements des années 1 et 2 du cursus de bachelier en sciences de l'ingénieur, orientation ingénieur civil et dans plusieurs autres enseignements de bachelier et de master.